# Роуз Фицџералд
Грофица Роуз Елизабет Фицџералд Кенеди (енгл. Rose Elizabeth Fitzgerald Kennedy) је била амерички филантроп, супруга Џозефа П. Кенедија и мајка Џона, Роберта и Теда Кенедија.
Рођена је 22. јула 1890, у Бостону, као најстарија од шесторо деце Џона Ф. Фицџералда и Мери Џозефин Хенон Фицџералд. 
Детињство је провела у Доркестру, Масачусетс, где је похађала латинску школу за девојчице. Студирала је на манастирској школи Kasteel Bloemendal за жене. 
Удала се за Џозефа П. Кенедија, 7. октобра 1914. 
Роуз и Џозеф су имали деветоро деце:
- Џозеф П. Кенеди Млађи (1915 – 1944)
- Џон Кенеди (1917 – 1963)
- Роуз Мери Кенеди (1918 – 2005)
- Кетлин Кевендиш Кенеди (1920 – 1948)
- Еунис Мери Кенеди (1921 – 2009)
- Патриша Кенеди Лоуфорд (1924 – 2006)
- Роберт Ф. Кенеди (1925 – 1968)
- Џејн Ен Кенеди (1928 – 2020)
- Едвард Мур Кенеди (1932 – 2009)

Роуз је преминула 22. јануара 1995, у Хјанису, у савезној држави Масачусетс, у 104 години живота.